# Ricomincio da me (film 2005)
Ricomincio da me (The Thing About My Folks) è un film del 2005 diretto da Raymond De Felitta.

## Trama
Ben Kleiman (Paul Reiser) riceve un giorno la visita serale di suo padre Sam (Peter Falk) mentre è in casa con la moglie e le sue 2 figlie e dopo un po' gli comunica che sua moglie (e madre di Ben), Muriel (Olympia Dukakis) lo ha abbandonato. Trova infatti in casa sua una busta contenente una lettera in cui scrive di suo pugno che  "devo andare via, volendo stare da sola". 
Le sorelle di Ben, Linda, Hillary e Bonnie, contattate telefonicamente, sono incredule in un primo momento pensando persino ad un improvviso amante o un colpo di testa e si danno da fare per cercarla, Sam invece propone al figlio, un professionista felicemente coniugato, di comprare una fattoria con giardino recandosi sul posto che era desiderata dalla moglie. Non concludendo la trattativa, Sam ha l'idea di programmare un viaggio insieme allo scopo di conoscersi meglio dopo tanti anni, nello stato di New York, fra paesi e scenari autunnali che presentano boschi, fogliame, fiumi.
Durante una accesa discussione con il padre, Ben alla guida della sua auto, mentre rinfaccia al padre il fatto di essersi sempre opposto ad ogni decisione di Muriel (la coppia era sposata da oltre 40 anni come ribadisce lo stesso Sam) mentre cerca delle carte sul sedile posteriore perde il controllo della vettura che si schianta contro un albero. Quindi passano da un rivenditore d'auto e Sam trova una vecchia Ford Deluxe coupé del 1940, restaurata e in ottime condizioni che gli ricorda gli anni giovanili. Dopo l'iniziale opposizione del figlio, alla fine viene comprata. 
Insieme, con stavolta il padre alla guida, percorrono i vari paesi nello stato di New York (indicati nella mappa che viene inquadrata) dedicandosi, prima, alla pesca (divertente la scena in cui il padre afferra dalla rete del figlio Ben un pesce appena pescato preoccupandosi di farlo respirare. Lo rimette in acqua, parlandogli e infine lo libera e lo saluta), poi riposandosi sui prati e soggiornando nei vari Motel. Assistono anche ad una partita di baseball. E Sam, intanto, parla dei suoi ricordi. 
Passando in un locale dove ballano Sam non resiste a giocare a una partita a biliardo e viene sfidato da un giovane locale che gli propone la cifra di 100$ che spetterebbero al vincitore. Sam alla fine vince il confronto con strabilianti colpi di stecca ma il giovane, sconfitto, non vuole pagare innescando alla fine la reazione dell'anziano padre (che inizialmente cerca di calmare gli animi).
Questi con la stecca ancora in mano colpisce ripetutamente l'avversario mettendolo k.o. Alla fine i 100$ vengono dati su specifica richiesta di Sam al proprietario del locale a titolo di risarcimento danni. Conoscono anche due ragazze che vengono invitate al ristorante a cena ma alla fine padre e figlio talmente impegnati nella conversazione sui ricordi, non si accorgono neppure che con la scusa di andare alla toilette alla fine sono stati scaricati.
Alla fine Muriel si fa viva comunicando che si trova ricoverata al North Shore University Hospital per una malattia terminale. Viene letta la sua lettera che parla dei primi anni di matrimonio e del senso della vita insieme.
La famiglia tutta si ritrova accanto al letto d'ospedale di Muriel con Sam che visita sua moglie. Dopo lei viene dimessa per trascorrere gli ultimi momenti e si ritrova con il marito Sam a bordo della Ford davanti ad una vecchia targa della Aquacade Fair 1939 che evoca nel marito lontani ricordi. Qui Sam consegna una lettera di ricordi e promesse a sua moglie che si abbracciano alla fine.
Infine si sente la voce narrante del figlio Ben, che racconta che deceduta la moglie, il padre Sam si trasferisce da lui in casa. Vedono, anche commentando, i telegiornali serali, purtroppo però poco tempo dopo giunge anche la sua morte, infatti una mattina viene trovato morto nel sonno. 
Ma la vita prosegue e avviene un lieto evento: la nascita del terzo figlio di Ben che non avendo potuto conoscere i nonni paterni viene registrato con i nomi di questi venendo chiamato Muriel Samuel. Questo viene raccontato mentre Ben con la sua intera famiglia visita la tomba dei genitori.
Il film si conclude con l'immagine del bimbo asciugato e passato col borotalco come all' inizio si vede la scena di Sam che dopo la doccia si passa il talco (come per dire che la vita continua nonostante le diverse generazioni) mentre alla fine scorrono i titoli.
(Traduzione titolo orig.: "Tutto quello che riguarda la mia gente").

## Riconoscimenti
- 2006 - MIFF
  - Miglior sceneggiatura
  - Miglior recitazione maschile a Peter Falk